# مكتبة ودار أوبرا هاسكل
مكتبة ودار أوبرا هاسكل هو مبني على الطراز الفكتوري على الحدود الكندية الأمريكية. أفتتحت دار الأوبرا في 7 يونيو 1904. ويقع الباب الأمامي ولوحة الإعلانات وكتب الأطفال في الجانب الأمريكي، أما سائر الكتب وغرفة القراءة فتقع في الجانب الكندي.